# 條紋方頭魚
條紋方頭魚，又稱條紋馬頭魚，為輻鰭魚綱刺尾鯛目弱棘魚科方頭魚屬的其中一種，分布於菲律賓馬尼拉海域，體長可達24公分，為底棲性魚類，屬肉食性，生活習性不明。

## 擴展閱讀
維基物種上的相關：條紋方頭魚